# KLK15
KLK15‏ (Kallikrein related peptidase 15) هوَ بروتين يُشَفر بواسطة جين KLK15 في الإنسان.